# Oxydactylus
Oxydactylus — вимерлий рід верблюжих, ендемік Північної Америки. Він жив з пізнього олігоцену до середнього міоцену (28,4–13,7 млн років тому). Назва походить від давньогрецьких слів οξύς (oxys, «гострий») та δάκτυλος (daktylos, «палець»).
Вони мали дуже довгі ноги та шиї, і, ймовірно, були пристосовані до харчування високою рослинністю, подібно до сучасних жирафів. На відміну від сучасних верблюжих, вони мали копита, а не жорсткі подушечки на підошвах, та розставлені пальці.

## Галерея

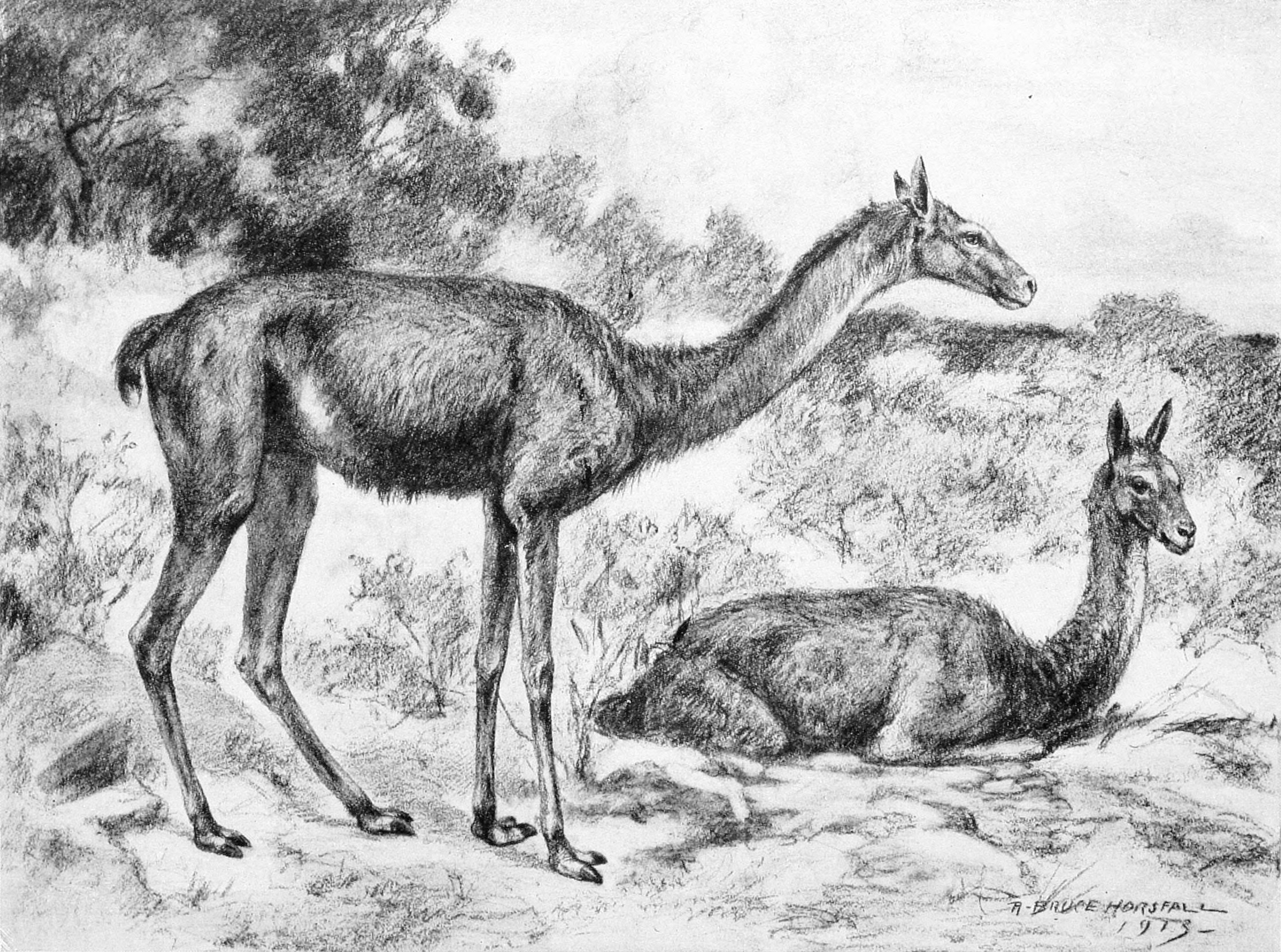
Художня реконструкція